# Peter Purves Smith

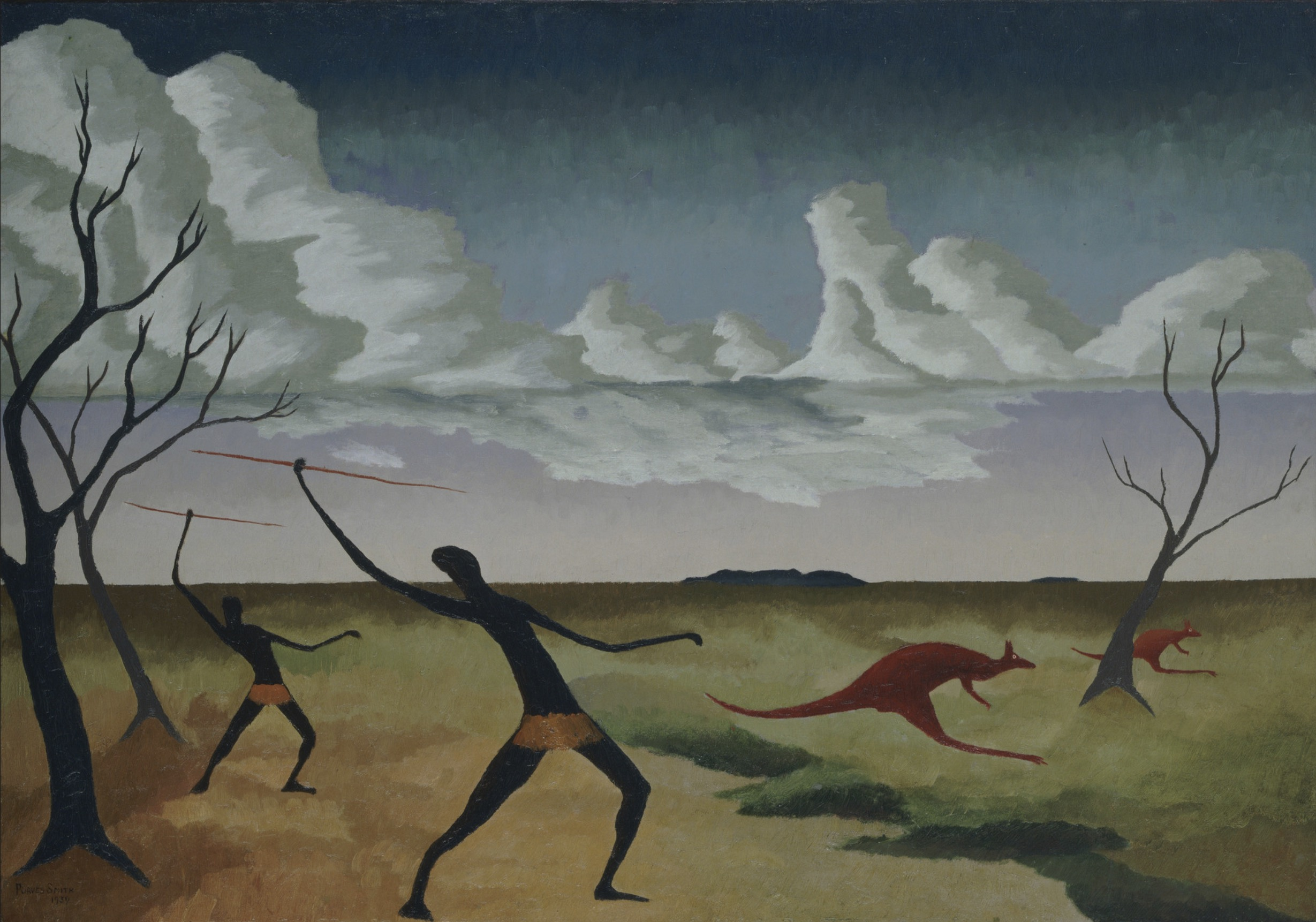
Kangaroo Hunt (Känguruhjagd) 1939. Öl auf Leinwand, 64,8 × 92,7 cm. Museum of Modern Art, New York

Peter Purves Smith (* 26. März 1912 in East Melbourne; † 23. Juli 1949 in Heidelberg), geboren als Peter Charles Roderick Purves Smith, war ein australischer Maler und Buchautor, der Elemente des Surrealismus und der Moderne mit einer einzigartigen visuellen Interpretation seiner Umgebung verband.

## Leben

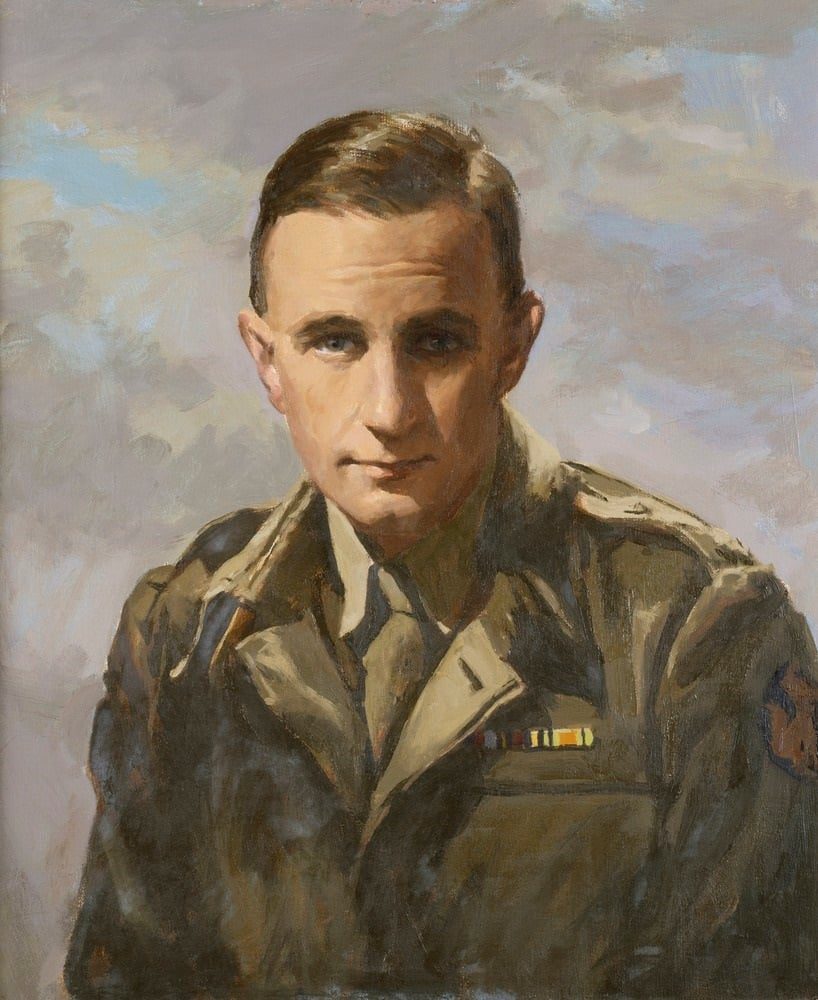
Charles Roderick Purves Smith (1912–1949) von Archibald Douglas Colquhoun, um 1946. La Trobe Picture Collection, State Library of Victoria.

Peter Purves Smith, wurde 1912 in East Melbourne als Sohn von William Purves Smith, und seiner Frau Laura, geb. Chapman, beide aus Victoria, geboren. Die Familie lebte die meiste Zeit in Melbourne oder im Ausland, und Peter, wie er immer genannt wurde, besuchte die Geelong Church of England Grammar School. Im Januar 1926 trat er auf Wunsch seines Vaters als Kadett in das Royal Australian Naval College ein, verließ die Marine jedoch nach Abschluss seiner Ausbildung im Dezember 1929 wieder. Drei Jahre lang arbeitete er als Jackeroo im entlegenen New South Wales, was den Hintergrund für seine Outback-Gemälde und makabren Kurzgeschichten bildete, die er später in Frankreich und England schrieb. Sein Vater beging am Heiligabend 1932 Selbstmord.
1934 ging Peter Purves Smith mit seiner Mutter ins Ausland, und während seines Aufenthalts schlug ihm seine Schwester Jocelyn, die wusste, dass er ständig zeichnete, vor, eine Kunstschule zu besuchen. Er besuchte die Grosvenor Art School von Iain Macnab in London in den Jahren 1935–36 (und noch einmal sporadisch 1939) und die George Bell School in Melbourne (1937). Seine engsten Freunde dort waren Russell Drysdale, mit dem er ein Atelier teilte, und Maisie Newbold, die er am 14. Juni 1946 in Toorak heiratete, wobei Drysdale sein Trauzeuge war.

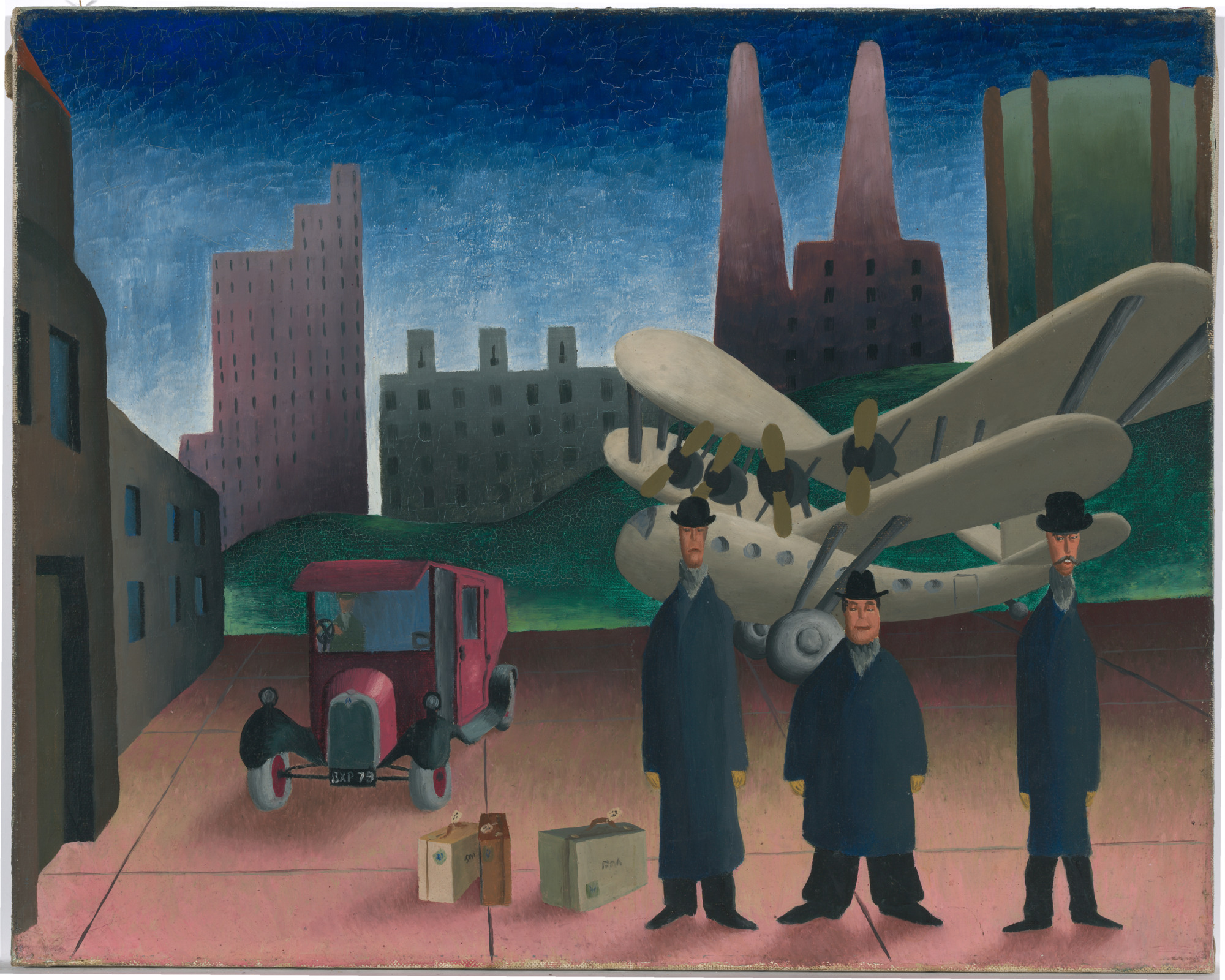
Die Diplomaten, 1939. National Gallery of Australia.

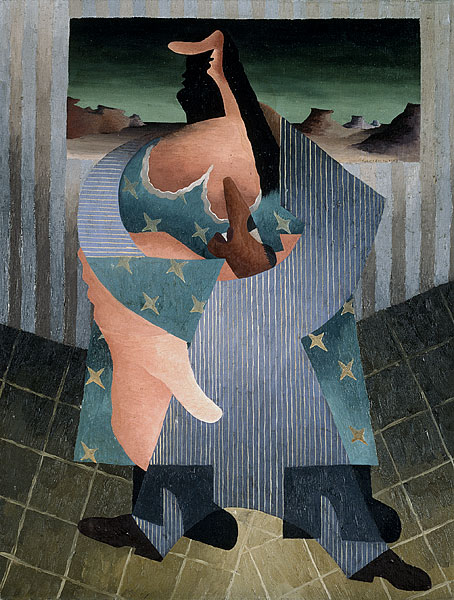
The Pleading Butcher, 1948. National Gallery of Australia.

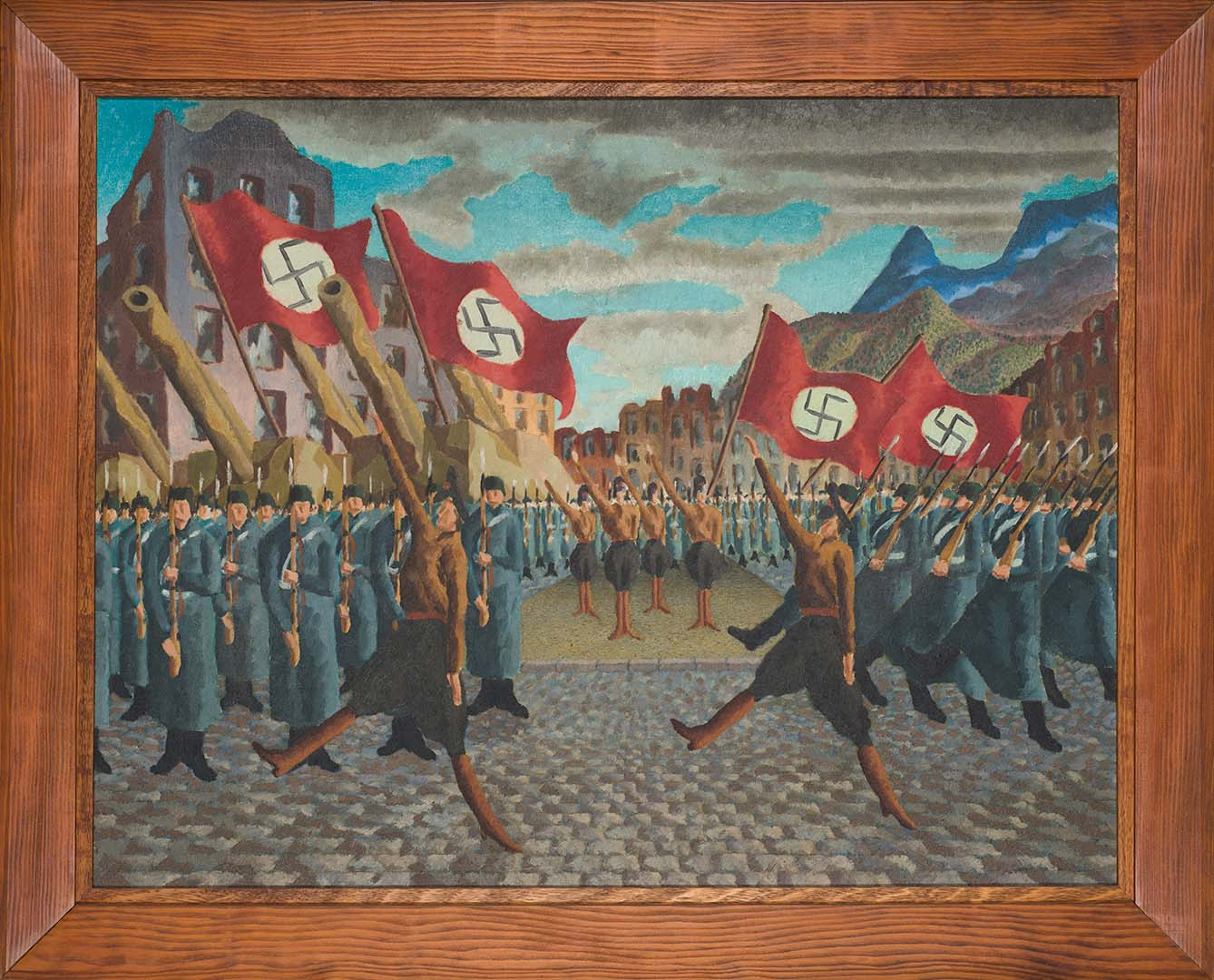
The Nazis, Nuremberg 1938. Queensland Art Gallery – Gallery Of Modern Art.

Von Anfang 1938 bis Mai 1940 malte Peter Purves Smith in Paris und in London. Zu seinen Hauptwerken gehören Diplomaten (1939),Promenade (Paris), Early Morning in Paris (1938) und Die Nazis, Nürnberg (1938): Purves Smith stellte hier die „Braunhemden“ der SA (Sturmabteilung) satirisch dar. Mit übertriebenen Gesten und absurden Aufmärschen verspottet er die nationalsozialistischen Anhänger bei einer politischen Kundgebung. Purves Smith vermittelte in seinem Werk ein starkes Gefühl der Vorahnung des Unheils. Drohende Wolken am Himmel und zerstörte Gebäude weisen auf die bevorstehenden Gräueltaten des Zweiten Weltkriegs hin.
Zwei seiner Werke waren Teil der Ausstellung Art of Australia 1788–1941, die ab 1941 durch die Vereinigten Staaten von Amerika und Kanada tourte. Eines davon, Känguruhjagd, wurde vom Museum of Modern Art in New York angekauft. Im Mai 1940 trat Peter in die britische Armee ein und diente als Hauptmann in Westafrika (3. Westafrikanische Brigade). Von März bis August 1944 war er als einer der Chindits von Generalmajor Orde Wingate hinter den japanischen Linien in Burma und damit an einem der schlimmsten Kriegsschauplätze. Als er abgelöst wurde, lag Peter Purves Smith mit Tuberkulose im Krankenhaus. Nach seiner Rückkehr nach Australien im April 1946 hatte er zwei gute Jahre, in denen er heiratete, sich in Sassafras, Victoria, niederließ und drei der eindrucksvollsten Bilder der australischen Nachkriegskunst malte: Woman Eating Duck, The Pleading Butcher und Double Head.

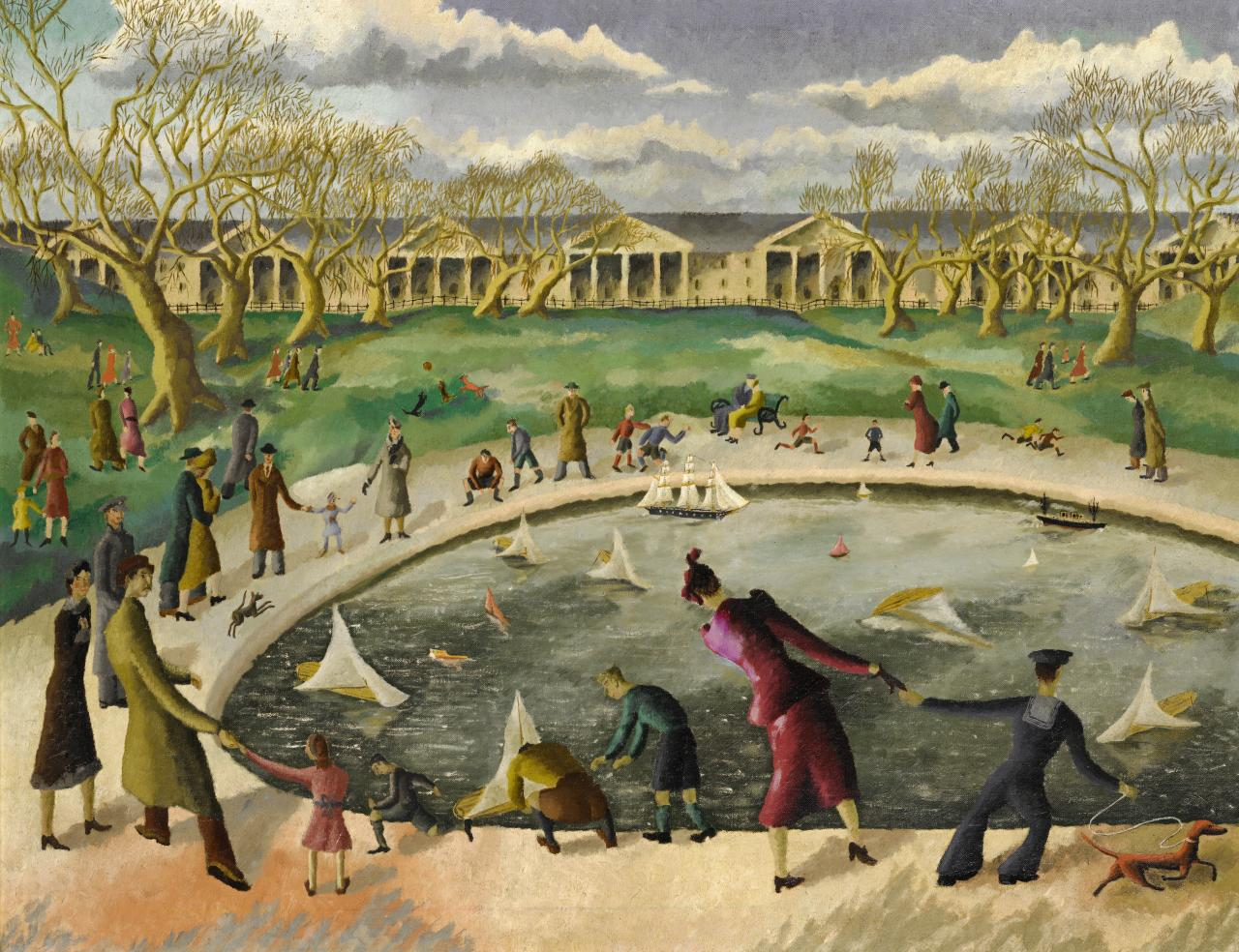
The pond (Der Teich), 1940. National Gallery of Victoria

Er starb am 23. Juli 1949 im Heidelberger Krankenhaus nach einer Operation. Seine Witwe heiratete Jahre später Russell Drysdale. In den Jahren 1950 und 1976 fanden Gedenkausstellungen und Retrospektiven in Melbourne statt. Trotz seines kleinen Oeuvres von weniger als 100 Gemälden wurde Peter Purves Smith zu einem der bedeutendsten Künstler Australiens.

## Werk
Sein Werk, das hauptsächlich in den 1930er und 1940er Jahren entstand, weist mehrere Hauptmerkmale auf:
- Peter Purves Smith war stark vom europäischen Surrealismus beeinflusst, was sich in seiner traumhaften und manchmal beunruhigenden Bildsprache widerspiegelt. In seinen Werken finden sich oft unerwartete Gegenüberstellungen, mehrdeutige Räume und fantastische Elemente, die konventionelle Sichtweisen in Frage stellen.
- Obwohl er vom Surrealismus beeinflusst ist, spiegelt sein Werk auch modernistische Tendenzen wider. Er verwendet abstrakte Formen, vereinfachte Figuren und eine flächige Raumaufteilung. Diese abstrakte Qualität verbindet ihn mit der breiteren modernistischen Bewegung des frühen 20. Jahrhunderts, die Struktur und Form gegenüber dem Realismus betonte.
- Die Bilder von Peter Purves Smith haben oft einen narrativen oder symbolischen Inhalt. Seine Werke werden manchmal als geheimnisvoll und bedrohlich beschrieben, mit Figuren, die sowohl gewöhnlich als auch beunruhigend erscheinen können und sich in mehrdeutigen, jenseitigen Räumen befinden.

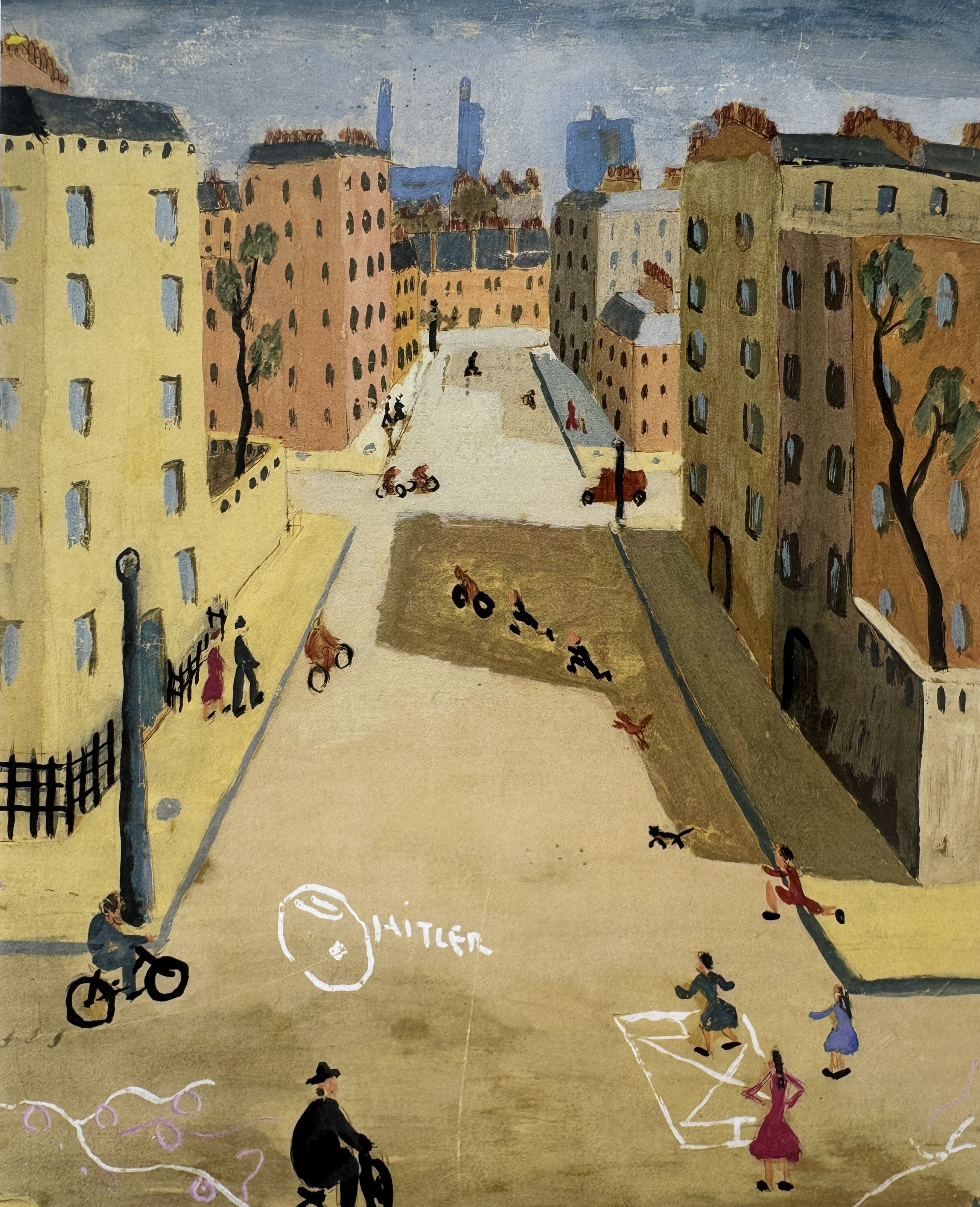
Straße in Pimlico, 1939, Aquarell und Gouache auf Papier. Privatbesitz

- Straße in Pimlico, 1939, Aquarell und Gouache auf Papier. PrivatbesitzEinige Werke von Peter Purves Smith beziehen sich auf subtile Weise auf die politischen Unruhen seiner Zeit, insbesondere auf den Aufstieg des Faschismus und die Auswirkungen des Krieges. Dies zeigt sich in Gemälden, die Figuren wie Soldaten, militärisches Gerät und autoritäre Bilder enthalten, auch wenn diese oft durch seine surrealistische Linse gefiltert sind.
- Er malte häufig stilisierte Landschaften, die auf ungewöhnliche Weise natürliche und urbane Umgebungen mischten, wobei er manchmal verzerrte Perspektiven oder unnatürliche Farben verwendete. Seine Darstellungen sowohl australischer als auch europäischer Landschaften deuten oft eher auf tiefere psychologische oder emotionale Zustände hin, als dass sie rein gegenständlich wären.
- Seine menschlichen Figuren, die oft vereinfacht oder abstrahiert sind, dienen eher als Symbole denn als realistische Darstellungen. Sie können Ideen der Entfremdung, des Konflikts oder der Angst verkörpern und spiegeln damit die allgemeinen existenziellen Sorgen der Zeit wider.

Purves Smiths Kunst war eine zutiefst persönliche Auseinandersetzung mit den sozialen, politischen und emotionalen Strömungen in der Mitte des 20. Jahrhunderts. Sein Werk zeichnet sich durch die Fähigkeit aus, surrealistische Techniken mit modernistischer Abstraktion zu verschmelzen und dabei ein Gefühl narrativer und psychologischer Tiefe zu vermitteln.